# Prowincja Cao Bằng
Cao Bằng wymowaⓘ – prowincja Wietnamu, znajdująca się w północnej części kraju, w Regionie Północno-Wschodnim. Na północy prowincja graniczy z Chinami.

## Podział administracyjny
W skład prowincji Cao Bằng wchodzi dwanaście dystryktów oraz jedno miasto.
- Miasta:

1. Cao Bằng

- Dystrykty:

1. Bảo Lạc
2. Bảo Lâm
3. Hạ Lang
4. Hà Quảng
5. Hòa An
6. Nguyên Bình
7. Phục Hòa
8. Quảng Uyên
9. Thạch An
10. Thông Nông
11. Trà Lĩnh
12. Trùng Khánh